# Sagne
Per sagne si intende un formato di pasta tipico della cucina di una vasta area del Lazio interno (in particolare della Valle Latina, Reatino e Ciociaria), dell'Abruzzo,  del Molise, nonché del Salento leccese. Le tre regioni hanno riconosciuto questa pasta come prodotto agroalimentare tradizionale. In particolare l'Abruzzo fa riferimento alla ricetta tradizionale delle sagne a pezze e cicerchie.
È caratterizzata dall'impasto a base di soli acqua, farina e sale, che ne denotano l'origine povera (era infatti la pasta "di tutti i giorni", in contrapposizione della pasta all'uovo, propria dei giorni festivi). Oggi però non è inusuale che all'impasto siano aggiunte uova.
Il formato tipico delle sagne è rettangolare; in base alla destinazione d'uso o alla zona si presentano con varie forme e grandezze: piccole listarelle "sagne o tajarelle", rombi più ampi "pettele o pettelozze" o piccoli quadrati "taccunelle".
Questo formato di pasta viene solitamente destinato alla preparazione del piatto sagne e fagioli, alle volte declinato nella variante che prevede l'aggiunta di cotiche di maiale. È molto comune anche l'uso dei ceci; in tal caso si distingue per l'aspetto simile a una minestra, dovuto all'estrema fluidità del sugo di pomodoro che accompagna la pasta.

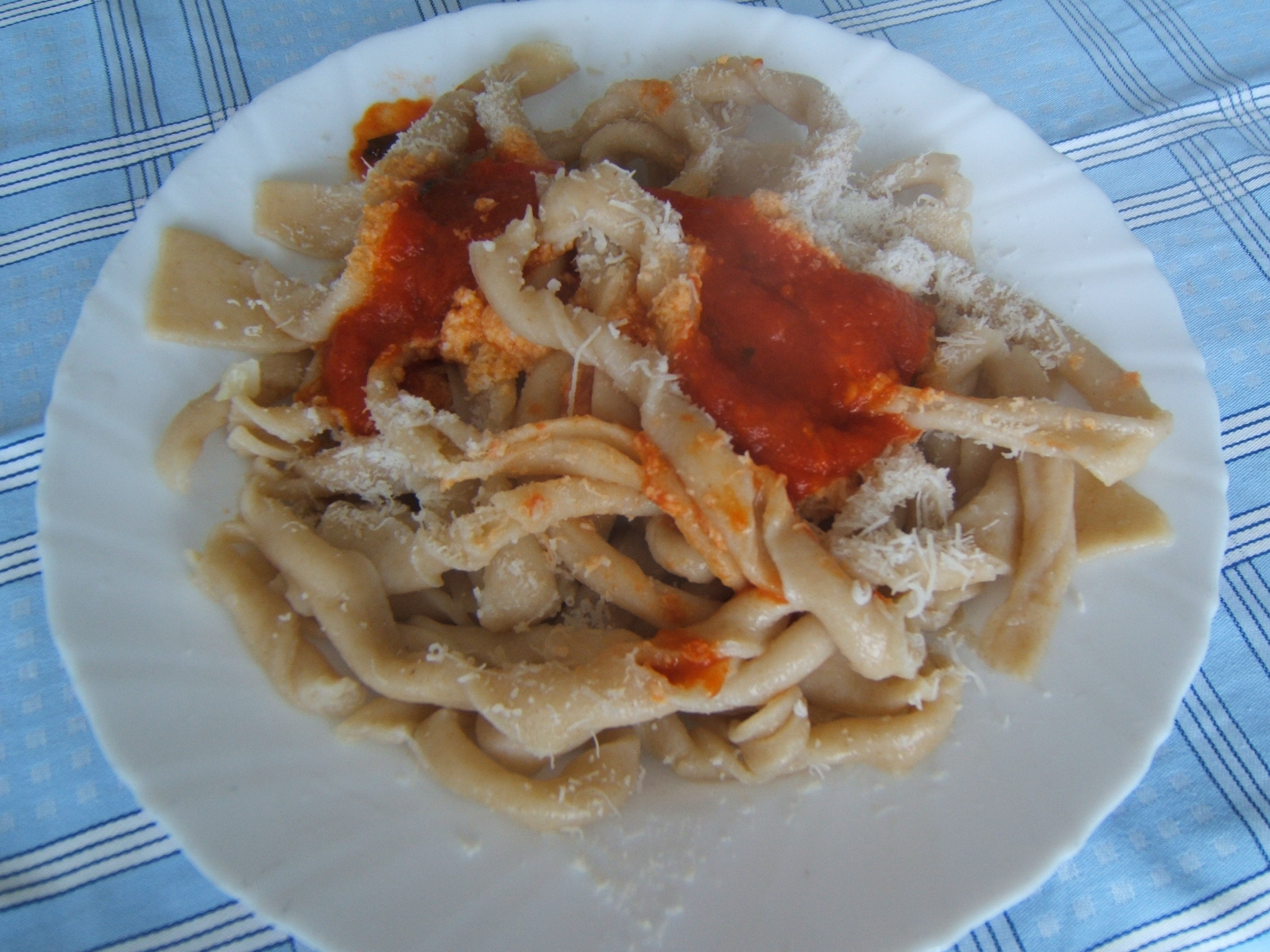
Sagne 'ncannulate con pomodoro e formaggio ricotta

Nel Salento si chiamano sagne,  o anche, sagne 'ncannulate, cioè attorcigliate, o sagne torte ovvero ritorte (come se fossero attorcigliate attorno ad un supporto cilindrico)  e sono lunghe lagane arrotolate su se stesse che vengono servite con sugo di pomodori freschi, basilico e cacio-ricotta (qualcuno aggiunge un po’ di pangrattato per asciugare eventuali residui di acqua di scolatura), altri usano la ricotta-scante (una crema di ricotta piccante, da uscante, cioè che brucia), oppure con sugo di carne (maiale o agnello) con aggiunta di peperoncino, a piacere.